# Мотояма Масасі
Мотояма Масасі (яп. 本山 雅志, нар. 20 червня 1979, Фукуока) — японський футболіст.

## Виступи за збірну
2000 року дебютував в офіційних матчах у складі національної збірної Японії. Відтоді провів у формі головної команди країни 28 матчі.

## Статистика виступів
| Збірна Японії | Збірна Японії | Збірна Японії |
| Роки          | Ігри          | голи          |
| ------------- | ------------- | ------------- |
| 2000          | 3             | 0             |
| 2001          | 0             | 0             |
| 2002          | 0             | 0             |
| 2003          | 3             | 0             |
| 2004          | 12            | 0             |
| 2005          | 8             | 0             |
| 2006          | 2             | 0             |
| Усього        | 28            | 0             |

## Титули і досягнення
- У складі збірної:
  - Чемпіон Азії: 2004
- Клубні:
  - Чемпіон Японії: 1998, 2000, 2001, 2007, 2008, 2009
  - Володар Кубка Імператора: 2000, 2007, 2010
  - Володар Кубка Джей-ліги: 2000, 2002, 2011, 2012, 2015
  - Володар Суперкубка Японії: 1999, 2009, 2010
  - Володар Кубка банку Суруга: 2012, 2013